# MCA Records
MCA Records – amerykańska wytwórnia płytowa należąca obecnie do Universal Music Group. Została założona w 1967 roku. W roku 2003 została wchłonięta przez wytwórnię Geffen.

## Ważniejsi artyści z MCA Records
- Mary J. Blige
- Boston
- Bobby Brown
- Budgie
- Jimmy Buffett
- The Cardigans
- Belinda Carlisle
- Cher (w Kapp Records od 1971 do 1972)
- Colosseum II
- Alice Cooper
- The Crusaders
- Kiki Dee (Rocket/MCA)
- Neil Diamond
- Sheena Easton
- Jimi Hendrix (od 1997 do 2010)
- Rupert Holmes
- Elton John
- B.B. King
- Lynyrd Skynyrd
- Patti Labelle
- Meat Loaf
- Dannii Minogue
- Gary Moore
- Alanis Morissette
- Olivia Newton-John
- Tom Petty and the Heartbreakers
- Poco
- The Roots
- Telly Savalas
- Neil Sedaka (Rocket/MCA)
- Spyro Gyra
- Steely Dan
- Tiffany
- Tracey Ullman (Stiff/MCA)
- The Who (tylko USA i Kanada)
- Wishbone Ash